# 루소트로피칼리즘

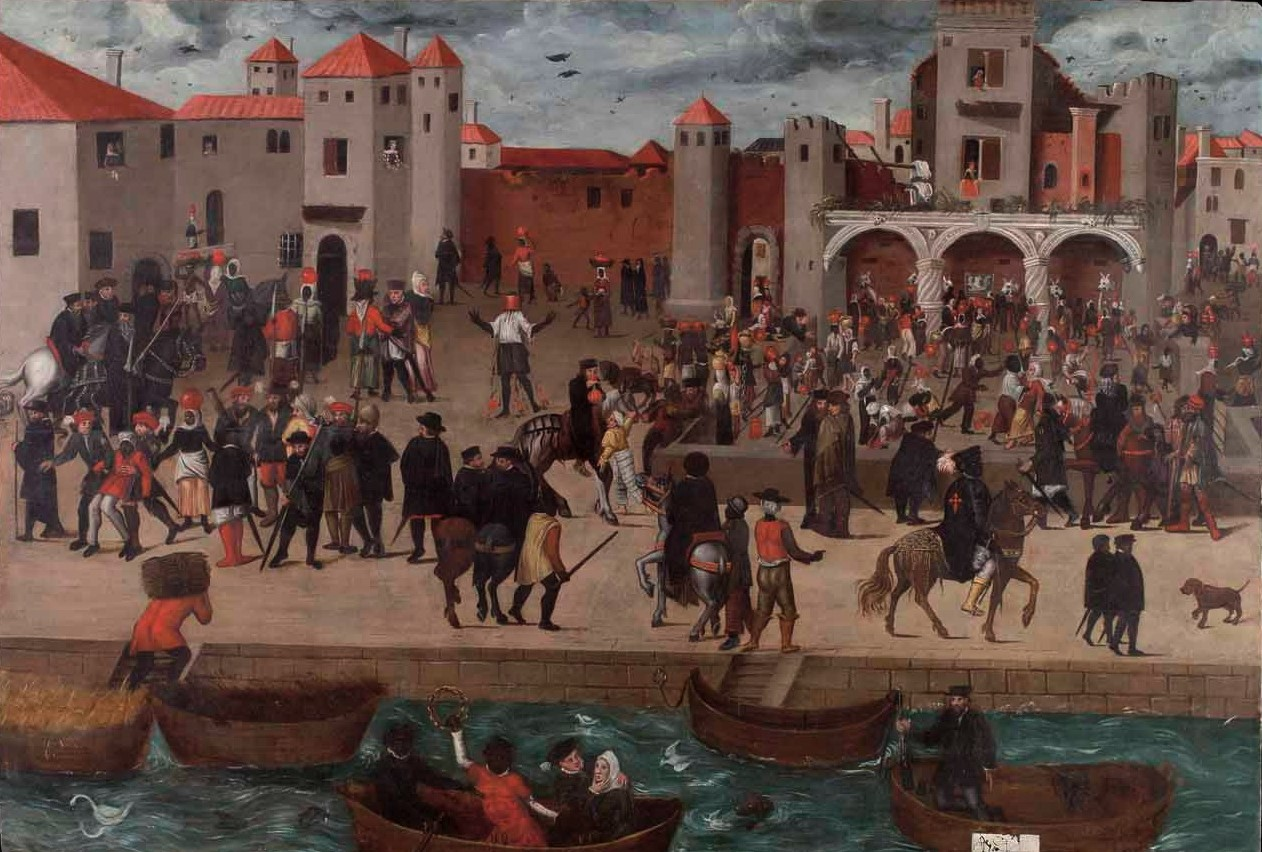
1570년대 포르투갈의 수도 리스본에는 흑인이 많았다. 노예나 노예 상인, 자유민 등으로 유입되어 포르투갈에 흑인이 정착하면서 도시의 교회에는 흑인 성인의 동상이 세워지고, 포르투갈과 아프리카 양쪽이 섞인 퓨전 요리가 나오거나 포르투갈과 아프리카 전통 춤 양쪽이 섞이며 유행하기도 하였다.

루소트로피칼리즘(영어: Lusotropicalism, 포르투갈어: Lusotropicalismo)은 브라질의 사회학자인 질베르투 프레이르가 포르투갈의 제국주의가 가진 독특한 특징을 짚으며 포르투갈이 다른 유럽의 제국주의자들보다 훨씬 좋은 식민지배를 했다고 주장하며 처음 나온 단어이다.
프레이르는 포르투갈이 따듯한 기후를 가지고 근대 이전에는 켈트족, 로마인, 서고트인, 무어인 등 다양한 민족이 살았던 지역이라 포르투갈인이 더욱 인간적이고 친근하며 타 기후와 문화에 쉽게 적응할 수 있었다고 주장했다. 또한 프레이르는 "포르투갈에 기반을 둔 문화를 에큐메니즘적 확장 문화"로 보고 "루소트로피칼 문화는 '야만적인' 소비에트 공산주의의 영향과 '야만적인' 미국화와 자본주의의 팽창 과정 양쪽에 맞선 저항을 가진 형태"라고 말했다.
또한 포르투갈은 20세기 초까지 마지막까지 식민지를 가지고 있던 국가로, 어떤 경우에는 포르투갈이 500년 이상 지속적으로 정착하고 식민통치를 한 곳이 있기도 했다. 루소트로피칼리즘은 식민지와 해외 영토의 친잡혼, 혼혈적 태도를 포함해 포르투갈 제국이 가지고 있던 인종민주주의와 문명화 사명에 대한 실제적이면서도 신화적인 요소 모두를 포괄하였다. 이런 포르투갈의 식민주의 사상을 프레이르가 본인의 저서에 정립하였다.

## 비판과 그에 대한 프레이르의 반응
프레이르가 루소트로피칼리즘을 처음 주창한 카자-그란드 & 센잘라를 출간한 후 격렬한 논쟁이 이어졌다. 프레이르는 자신이 인종민주주의의 신화를 창조한 것이 아니며, 자신의 저서에서 브라질에서 '인종'간의 혼혈이 매우 많았다는 것이 편견이나 차별이 없다는 말은 아니라고 반박했다. 프레이르는 많은 이가 미국이 "모범적인 민주국가"라고 말했지만 실제로는 미국의 역사상 오랜 기간 노예제와 인종 분리가 이어졌다고 말했다.

## 살라자르의 관점
포르투갈의 독재자였던 안토니우 드 올리베이라 살라자르는 포르투갈이 15세기부터 다문화, 다민족, 다대륙 국가였다는 프레이르의 사상을 받아들여 포르투갈의 식민정책을 옹호하며 아프리카와 아시아에 있는 해외 영토를 잃는다는 것은 나라가 분열되고 포르투갈의 주권을 유지할 수 없다고 주장했다.

## 같이 보기
- 유라시아주의
- 포르투갈어권
- 프로빈시아 우트라마리누
- 플루리컨시덴탈리즘
- 루소아프리카계
  - 아시밀라두스
  - 프라제루스
  - 란사두스
  - 메스티수
  - 오르팡스 드일헤이
- 트로피칼리아

## 참고 문헌
- Castelo, Cláudia, O Modo Português de estar no Mundo' O luso-tropicalismo e a ideologia colonial portuguesa (1933–1961). Porto: Edições Afrontamento, 1999.
- Cahen, Michel, "'Portugal is in the Sky': Conceptual Considerations on Communities, Lusitanity and Lusophony", in E.Morier-Genoud & M.Cahen (eds), Imperial Migrations. Colonial Communities and Diaspora in the Portuguese World, London: Palgrave, 2012
- Nery da Fonseca, Edson. Em Torno de Gilberto Freyre. Recife: Editora Massangana, 2007.
- Nery da Fonseca, Edson. Gilberto Freyre de A a Z – Referências essenciais à sua vida e obra. Rio de Janeiro: Zé mario Editor, 2002.
- Vakil, Abdoolkarim, "'Mundo Pretuguês': Colonial and Postcolonial Diasporic Dis/articulations", in E.Morier-Genoud & M.Cahen (eds), Imperial Migrations. Colonial Communities and Diaspora in the Portuguese World, London: Palgrave, 2012
- Villon, Victor. O Mundo Português que Gilberto Freyre Criou – seguido de Diálogos com Edson Nery da Fonseca. Rio de Janeiro, Vermelho Marinho, 2010.